# Эффект кнута

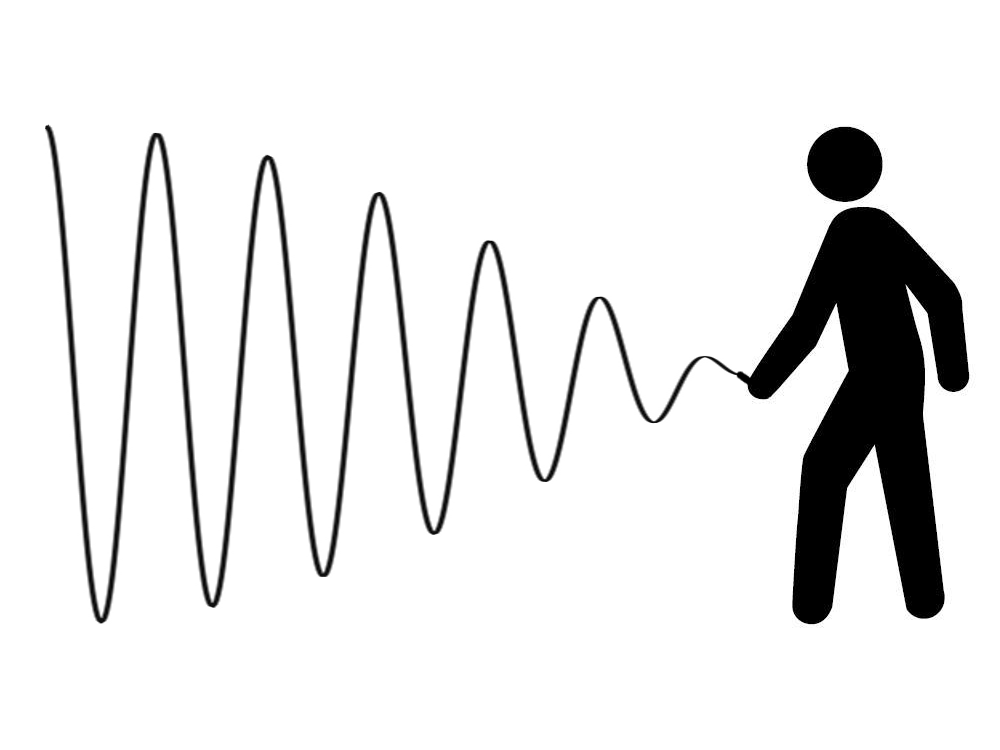
Иллюстрация эффекта кнута: конечный покупатель размещает заказ, который все больше искажает интерпретацию спроса по мере продвижения вверх по цепочке поставок.

Эффе́кт кнута́ (англ. bullwhip effect) — феномен цепочки поставок, при котором заказы поставщикам, как правило, имеют бо́льшую изменчивость, чем продажи покупателям, что приводит к усилению изменчивости спроса по мере удаления от конечного потребителя. Это приводит к увеличению колебаний запасов в ответ на изменения потребительского спроса по мере продвижения вверх по цепочке поставок.
Концепция впервые появилась в книге Джея Форрестера «Промышленная динамика» (1961) и поэтому известна также как эффе́кт Фо́ррестера. Явление было описано как его «наблюдаемая склонность, в которой показатели заказов более изменчивы, чем сигналы спроса, и чем выше находится компания в цепочке поставок, тем больше увеличивается эта изменчивость». 
Ученые Стэнфордского университета  внедрили данную  концепцию в разговорную речь о цепочке поставок, используя историю о компании Volvo. Страдая от избытка экологически чистых автомобилей, отделы продаж и маркетинга компании разработали программу распродажи избыточных запасов. Производство не знало об этих рекламных планах. Оно сочло увеличение продаж показателем растущего спроса на экологически чистые автомобили и по этой причине нарастили производство.
Исследования доказывают, что колебание спроса в точках продаж на пять процентов интерпретируются участниками цепочки поставок как изменение спроса до сорока процентов. Подобно тому, как рука действует при взмахе кнута — небольшое движение запястья может вызвать сильное движение на конце кнута, — изменение спроса в точках продаж может спровоцировать реакцию производителей.

## Причины

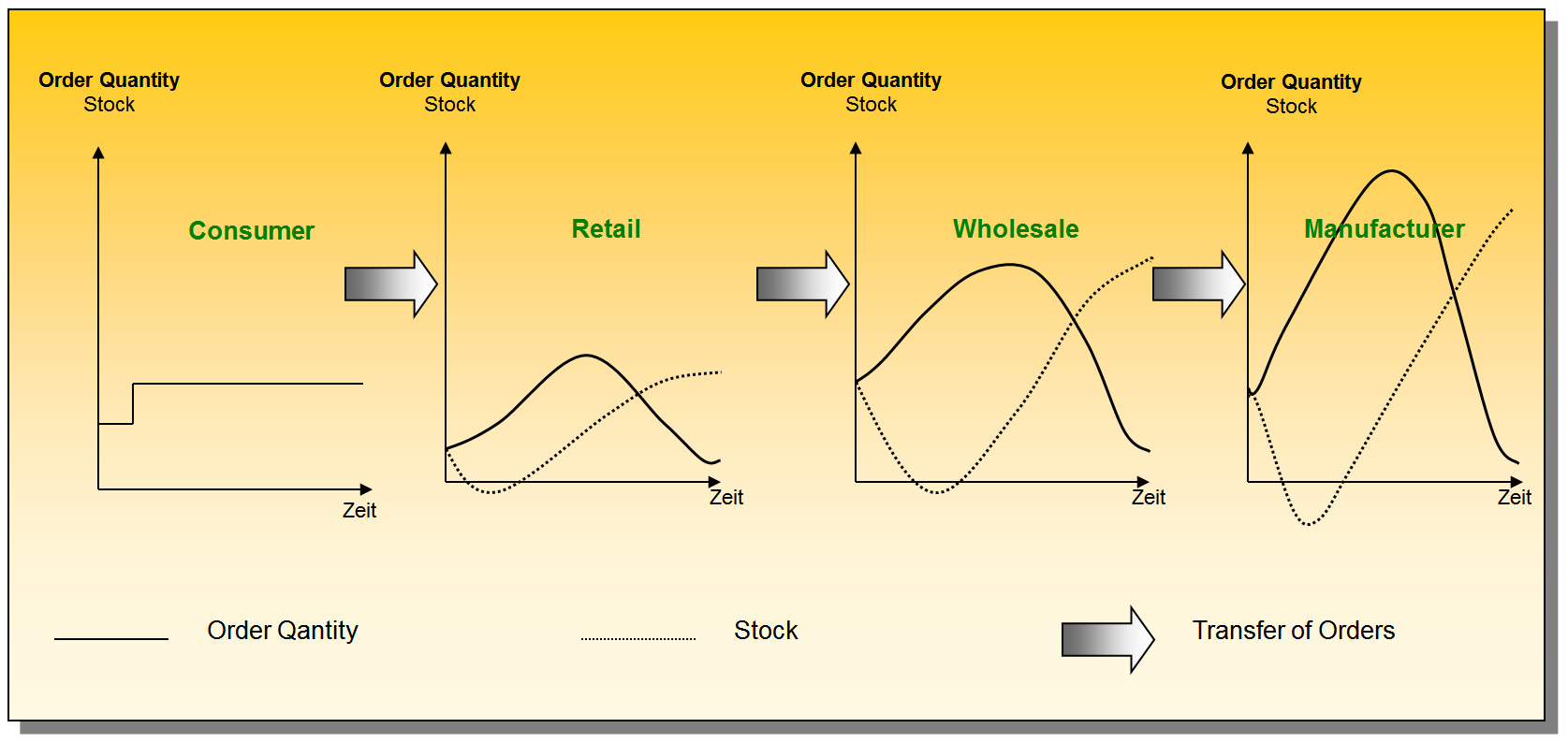
Эффект кнута

Поскольку потребительский спрос редко бывает абсолютно стабильным, предприятия должны его прогнозировать, чтобы правильно создавать запасы и другие ресурсы. Прогнозы основываются на статистике и не являются абсолютно точными. Из-за ожидаемых ошибок в прогнозах, компании часто имеют избыточный объем запасов, называемый «страховым запасом».
Двигаясь вверх по цепочке поставок от конечного потребителя к поставщику сырья, каждый участник цепочки поставок имеет большее наблюдаемое изменение спроса и, следовательно, большую потребность в страховом запасе.
В периоды роста спроса нижестоящие участники увеличивают заказы. В периоды падения спроса запасы не сокращаются. Эффект заключается в том, что искажения усиливаются по мере продвижения вверх по цепочке поставок (дальше от клиента). Этот феномен последовательности событий хорошо моделирует игра о раздаче пива, разработанная Школой менеджмента Слоуна при Массачусетском технологическом институте в 1960-х годах.
Иными причинами указанного эффекта являются:
- Дезорганизация.
- Отсутствие связи.
- Политика бесплатного возврата.
- Комплектация заказов.
- Изменение цен.
- Информация о спросе.
- Человеческая жадность и преувеличение потребностей.

Причины можно далее разделить на поведенческие и эксплуатационные.
Первые теории, посвященные эффекту кнута, в основном фокусировались на иррациональном поведении человека в цепочке поставок, выделяя их как основную причину.
Начиная с 90-х годов, исследования развивались в направлении изучения неправильного функционирования цепочки поставок. Предыдущие теоретико-управляющие модели определили в качестве причин компромисс между стационарными и динамическими характеристиками, а также в использовании независимых контроллеров.
Одной из основных поведенческих причин, способствующих эффекту кнута, является недооценка методики конвейера поставок. Кроме того, негативное влияние в таких условиях оказывает и комплементарное смещение, переоценка пайплайна (метода отслеживания потенциальных клиентов). Тем не менее, было показано, что когда поток спроса стационарен, система относительно устойчива к этому смещению. Было обнаружено, что в подобных ситуациях предвзятая политика (как недооценка, так и переоценка потенциальных потребностей) работает так же хорошо, как и беспристрастная политика.
Можно выделить некоторые другие поведенческие причины:
- Злоупотребление политикой базовых запасов;
- Неправильное восприятие обратной связи и временных задержек. Если ритейлер видит постоянное падение спроса на 10% в первый день, он не будет размещать новый заказ до 10-го дня. Таким образом, оптовик заметит падение на 10% лишь на 10-й день и разместит свой заказ только на 20-й день. Чем длиннее цепочка поставок, тем больше будет эта задержка, и игрок в конце цепочки поставок обнаружит снижение спроса через несколько недель.
- Реакция паники на заказ после неудовлетворенного спроса
- Воспринимаемый риск ограниченной рациональности других игроков. Через несколько недель производства по классическому плану производитель получит информацию о падении спроса. Так как падение составило 10%, то при задержке распространения информации производитель имел профицит в 11% в день, накопленный с 1-го дня. Таким образом, он более склонен сокращать производство сверх необходимого[2]

Человеческие факторы, влияющие на поведение в цепочках поставок, в значительной степени не изучены. Тем не менее, исследования показывают, что люди с повышенной потребностью в безопасности, по-видимому, работают хуже, чем те, кто рискует в сфере моделирования среды цепочки поставок. Люди с высокой самоэффективностью испытывают меньше проблем, чтобы справиться с эффектом кнута в цепочке поставок
Эффект кнута возникает не только в результате иррационального принятия решений: в некоторых обстоятельствах для фирмы разумно заказывать товары с большей изменчивостью, чем изменчивость спроса, т. е. искажать спрос и вызывать эффект кнута. Существует список из четырех основных факторов, вызывающих эффект кнута: обработка сигналов спроса, нормированная игра, пакетирование заказов и колебания цен. Этот список стал стандартом и используется в качестве основы для определения эффекта кнута.
- Обновление прогноза (сигналов) спроса осуществляется индивидуально всеми участниками цепочки поставок. Когда игрок сети делает заказ, он автоматически добавит к запасу необходимый ему страховой запас на случай неожиданного события. Когда поставщик первого игрока собирается сделать заказ своему поставщику, он также добавит страховой запас, исходя из общего заказа первого игрока. Чем больше игроков в цепочке, тем больше будет страховой запас, что приводит к искусственному повышению спроса[7].
- Пакетирование заказов . Чтобы минимизировать затраты и упростить логистику фирмы, большая часть компаний предпочитает накапливать спрос до выполнения заказа. Таким образом, они могут получить выгоду от более крупной продажи своего заказа (экономия за счет масштаба), также у них есть возможность заказать полный грузовик или контейнер, что значительно снижает транспортные расходы. Чем более централизованы заказы, тем более неустойчивой будет диаграмма спроса. Это создает искусственную изменчивость спроса и может влиять на соседние отрасли, что, вероятно, усилит эффект кнута.
- Колебания цен в результате инфляционных факторов, оптовых скидок или распродаж, как правило, побуждают покупателей покупать больше, чем им требуется. Игра продаж и скидок подталкивает фирму к тому, что в случае, когда экономика продаж выше, чем затраты на хранение, она покупает большее количество товара, чем нужно. Это увеличивает колебание цен за счет всплесков спроса, а затем сглаживает временную линию, когда избыточный запас продается покупателям со скидкой. Это приводит к большей неопределенности со стороны различных игроков и невозможности предсказаний ключевых моментов, когда спрос возрастает. Все это приводит к эффекту кнута. Если фирме покажется, что противодействовать этому, остановив важные продажи, легко, конкурент займет это место, предложив более выгодные цены.
- Нормирование и игра — когда розничный продавец пытается ограничить количество заказов, предоставляя только процент от заказа, размещенного покупателем. Поскольку покупатель знает, что розничный продавец доставляет лишь часть размещенного заказа, он пытается «обыграть» систему, корректируя количество заказа в сторону увеличения. Нормирование и игры порождают несоответствия в получаемой информации о заказе[13].

Эксплуатационные причины включают в себя:
- Зависимая обработка запросов
  - Ошибки прогноза
  - Корректировка параметров управления запасами при каждом наблюдении за спросом
- Изменчивость времени выполнения (ошибка прогноза во время выполнения пополнения)
- Синхронизация лотов/заказов
  - Консолидация требований
  - Мотив сделки
  - Скидки за количество
- Торговое продвижение и форвардная покупка
- Ожидание дефицита
  - Правило распределения поставщиков
  - Нехватка игр
  - Бережливое и точное управление запасами в стиле «точно в срок» и четкая производственная стратегия.

## Последствия
Кроме увеличения страховых запасов описанный эффект может привести либо к неэффективному производству, либо к избыточным запасам, поскольку каждому производителю необходимо удовлетворить спрос своих клиентов в цепочке поставок. Это также приводит к низкому использованию канала сбыта.
Несмотря на наличие страховых запасов всё еще существует опасность дефицита, что приводит к плохому обслуживанию клиентов и потере продаж. В дополнение к трудно измеримым  в финансовом отношении последствиям плохого обслуживания клиентов и ущербу для общественного имиджа и лояльности, организация должна справляться с последствиями невыполнения обязательств, которые могут включать в себя договорные штрафы. Кроме того, повторный наем и увольнение сотрудников для управления изменчивостью спроса влечёт за собой дополнительные расходы из-за обучения и возможных увольнений.
Влияние эффекта кнута было особенно острым на начальных этапах пандемии COVID-19, когда внезапные всплески спроса на все, от предметов медицинского назначения, таких как маски или вентиляторы , до потребительских товаров, таких как туалетная бумага или яйца, вызвали обратную связь. циклы панических покупок, накопления и нормирования.

## Контрмеры
Обмен информацией по всей цепочке поставок является эффективной стратегией смягчения эффекта кнута. Например, она была успешно реализована в системе дистрибуции Wal-Mart. Отдельные магазины Wal-Mart несколько раз в день передают данные о точках продаж (POS) из кассового аппарата обратно в штаб-квартиру корпорации. Эта информация о спросе используется для постановки в очередь поставок из распределительного центра Wal-Mart в магазин и от поставщика в распределительный центр Wal-Mart. Результатом является почти идеальная видимость покупательского спроса и движения запасов по всей цепочке поставок. Более подробная информация ведёт к лучшему размещению запасов и снижению затрат по всей цепочке поставок.
Другой рекомендуемой стратегией для ограничения эффекта кнута является сглаживание ордеров. Предыдущие исследования показали, что сглаживание заказов и эффект кнута в промышленности действуют одновременно. Было доказано, что сглаживание заказов положительно влияет на производительность системы при стационарном спросе. Однако его влияние ограничивается усилением порядка в наихудшем случае, когда спрос непредсказуем. При этом динамический анализ показывает, что сглаживание ордеров (ограничение убытков) может снизить производительность в условиях скачков спроса. Противоположное смещение (т. е. чрезмерная реакция на несоответствия), с другой стороны, ухудшает стационарную производительность, но может повысить динамическую производительность; контролируемая чрезмерная реакция может помочь системе быстро достичь новых целей. Тем не менее, система весьма чувствительна к такому поведению; крайняя чрезмерная реакция значительно снижает производительность. В целом беспристрастная политика дает хорошие результаты при широком диапазоне типов спроса. Хотя эти политики не приводят к наилучшей производительности по определённым критериям, всегда можно найти предвзятую политику, которая превосходит беспристрастную политику по любому показателю производительности.
Методы, предназначенные для уменьшения неопределенности, изменчивости и времени выполнения:
- Запасы, управляемые поставщиком (VMI)
- Пополнение точно в срок (JIT)
- MRP, ориентированное на спрос
- Стратегическое партнерство
- Обмен информацией
- Плавный поток продуктов
  - Координация с розничными продавцами для равномерного распределения поставок
  - Уменьшение минимального размера партии
  - Меньшие и более частые пополнения
- Устранение патологических стимулов
  - Политика низких цен каждый день
  - Ограничение возврата и отмены заказа
  - Распределение заказов на основе прошлых продаж вместо текущего размера в случае дефицита